# Wolf Friedrich von Beon

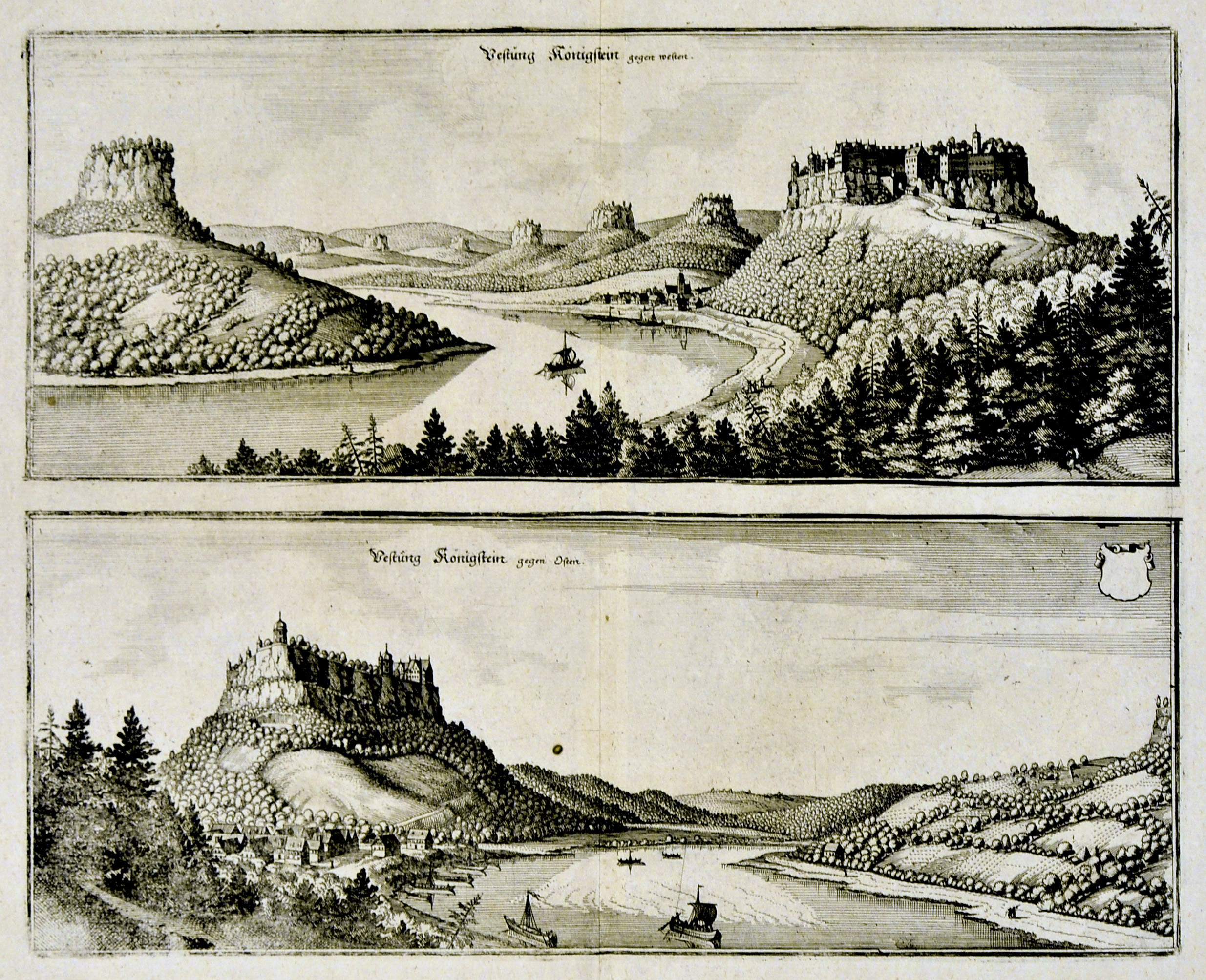
Festung Königstein um 1650

Wolf Friedrich von Beon (* unbekannt; † 7. Juni 1610 in der Festung Königstein) war ein deutscher Militär, der als Kommandant und Hauptmann der Festung Königstein wegen schwerer Vergehen verurteilt und hingerichtet wurde.
Am 5. April 1604 wurde von Beon auf der Festung Königstein zum Kriegshauptmann ernannt. Am 22. Oktober 1607 wurde Wolf Friedrich von Beon zum Kommandanten der Festung Königstein ernannt. Während seiner Amtszeit beging er eine Reihe schwerwiegender Vergehen, die letztlich zu seiner Verurteilung und Hinrichtung führten. Er missbrauchte seine Stellung und verwaltete die ihm anvertraute Festung mit großer Untreue.
Von Beon verbrannte Holzvorräte der Festung, um sie für eine private Bierbrauerei zu nutzen. Zudem beraubte er die Festung ihres Bau- und Schanzwerkzeuges und beeinflusste den Wachtmeister Dammernicht, den Soldaten weniger Sold auszuzahlen als ihnen zustand. An seinen Vergehen waren auch 32 weitere Garnisonsmitglieder beteiligt.
Am 6. Juni 1610 wurde Wolf Friedrich von Beon zusammen mit anderen Beteiligten vor ein Kriegsgericht gestellt. Das Urteil wurde in Anwesenheit von Herzog Johann Georg und seinem Bruder, Kurfürst Christian II. von Sachsen, verkündet. Von Beon wurde für seine Taten hart bestraft: ihm wurden drei Finger der rechten Hand abgehackt, und er wurde anschließend durch den Strang hingerichtet. Vier Wachtmeister wurden ohne Abschied aus dem Dienst entlassen, und die 32 beteiligten Soldaten wurden zum Festungsbau nach Dresden verurteilt.
Ein zeitgenössischer Brief des Herzogs Johann Georg beschreibt die Ereignisse detailliert und gibt Einblick in die Umstände der Hinrichtung und die Reaktionen der Beteiligten. Demnach wurde von Beon in der Nacht hingerichtet, um einer größeren Volksmenge zu entgehen. Er wurde am Morgen des 7. Juni 1610, nach 6 Uhr an einem Baum zwischen der Christiansburg (heute Friedrichsburg genannt) und der Königsnase gehängt.

## Verarbeitung in der Literatur
- Johann Georg Theodor Grässe: Die Spukgeister auf dem Königstein. In: Der Sagenschatz des Königreichs Sachsen. Zweite verbesserte und vermehrte  Auflage. Band 1. Schönfeld, 1874, S. 166–167 (wikisource.org).